# David Holoubek
David Holoubek (* 8. června 1980, Humpolec) je český fotbalový trenér, který od léta 2025 vede český klub FK Dukla Praha. Od února 2020 do roku 2024 působil u českých mládežnických reprezentací.

## Trenérská kariéra
Ve své kariéře fotbalisty se dostal do třetí nejvyšší soutěže. S funkcí trenéra začal v Humpolci, poté se přestěhoval do Prahy za studiem na Fakultě tělesné výchovy a sportu Univerzity Karlovy.

### Sparta Praha

#### Mládež
V roce 2004 si během studia našel zaměstnání trenéra u AC Sparta Praha, kde se věnoval žákům, později se přesunul k dorostu. Jako asistent Petra Janouška fotbalově vychovával například Ladislava Krejčího, Jiřího Skaláka nebo Pavla Kadeřábka.
Od léta 2012 se stal hlavním trenérem sparťanského A-dorostu. Do nové role jej vybral nový sportovní ředitel Jaroslav Hřebík. Ještě během první sezóny u sparťanské devatenáctky částečně pracoval na základní škole Marjánka, kde vyučoval tělocvik.
Jeho týmem hráčů do devatenácti let prošli fotbalisté jako Patrik Schick, Michal Sáček nebo Matěj Pulkrab. V sezóně 2015/16 se dočkal titulu mistra 1. ligy staršího dorostu.

#### A-tým
V létě 2016 byl jmenován asistentem Zdeňka Ščasného u A-týmu AC Sparta Praha, zároveň nadále zůstal koučem nejstaršího dorostu.
Další posun v jeho kariéře přišel téhož roku v září. Sparta nezvládla derby se Slavií, když prohrála 0:2 a o den později Zdeněk Ščasný skončil v roli hlavního trenéra Sparty. Další den vedení Sparty vydalo zprávu, že A-mužstvo povede Holoubek jako zastupující asistent. Hlavním trenérem se oficiálně dlouhodobě stát nemohl, protože mu chyběla potřebná nejvyšší licence UEFA PRO, kterou začal studovat teprve v lednu 2016. A-tým vedl v dočasné lhůtě 60 dní, potom v prosinci 2016 jako hlavní trenér byl jmenován Tomáš Požár a z Holoubka byl oficiálně asistent, ovšem v praxi byl hlavní trenér pořád David Holoubek.
Po špatných výkonech na jaře 2017 byl v březnu spolu s Tomášem Požárem odvolán z trenérské pozice u A-týmu Sparty a vrátil se k trénování mládeže.

### Slovan Liberec
V prosinci 2017 se stál novým hlavním trenérem Liberce, který vedl pouze do konce sezóny.

### Ružomberok
Od 4. června 2018 vedl tým MFK Ružomberok. Ve slovenském týmu odtrénoval 35 soutěžních utkání a v létě 2019 klub opustil.

### České mládežnické reprezentace
V únoru 2020 se stal trenérem české reprezentace do 18 let. V září 2020 vedl Holoubek českou reprezentaci v zápase Ligy národů se Skotskem. Reprezentace byla oslabena o všechny stabilní hráče, kteří museli kvůli koronaviru do izolace po pátečním vítězném vstupu do skupiny na Slovensku. Proti Skotům nastoupil improvizovaný tým, narychlo složený z ligových klubů. Holoubek vedl tým místo trenéra Jaroslava Šilhavého.

### Mladá Boleslav
V lednu 2024 ukončil své angažmá v českých mládežnických reprezentacích a stal se trenérem českého klubu FK Mladá Boleslav; jeho asistenty se stali Marek Jarolím a Jan Jelínek. V srpnu 2024 po vzájemné dohodě post hlavního trenéra opustil i s  asistentem Markem Jarolímem. Jeho nástupce se stal Švéd Andreas Brännström.

### Dukla Praha
V červnu 2025 se stal novým trenérem fotbalistů pražské Dukly, kde nahradil odcházejícího Petra Radu. Na Julisce podepsal dlouholetou smlouvu. Součástí realizačního týmu se stali také asistenti Marek Nikl a Dominik Rodinger. Po změně majitelů si Holoubka na pozici hlavního trenéra vybral nový sportovní ředitel Martin Hašek.